# زبان‌های ژرمنی شرقی

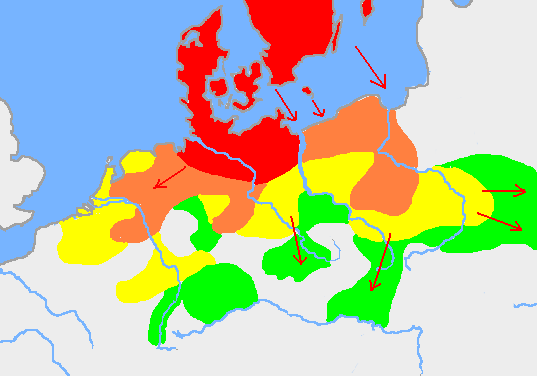
مهاجرت قبایل ژرمنی
قبل از ۷۵۰ پیش از میلاد
تا سال ۵۰۰ پیش از میلاد
تا سال ۲۵۰ پیش از میلاد
تا سال ۱ میلادی

زبان‌های ژرمنی خاوَری(شرقی) شاخه ای منقرض شده از خانواده زبان‌های ژرمنی می‌باشند که شامل زبان‌های گوتیک، وندالی، بورگوندی و گوتیک کریمه می‌شده‌است. از میان این زبان‌ها تنها آثاری از زبان گوتیک به جای مانده‌است. برخی بر این باورند که زبان گوتیک کریمه تا قرن هجدهم میلادی پابرجا بوده‌است.
براساس گزارش‌های تاریخی، شواهد زبانی و جغرافیایی و یافته‌های باستان‌شناسی، قبایل ژرمنی شرقی که به زبان‌های ژرمنی شرقی سخن می‌گفته‌اند از اسکاندیناوی در فاصله زمانی سال‌های ۳۰۰ تا ۶۰۰ قبل از میلاد به سرزمین‌های میان دو رود اودر و ویستولا مهاجرت کردند. مهاجرت این اقوام تأثیرات فرهنگی زیادی بر ساکنان مناطق پومرانی و شمال لهستان داشته‌است. همچنین برخی شواهد باستان‌شناسی حاکی از آن است که بورگوندی‌ها در جزیره برنهلم دانمارک اقامت داشته‌اند. دیگر قبایل شرقی (وندال‌ها، گوت‌ها، بورگوندی‌ها، و غیره) که با قبایل ژرمنی شمالی درارتباط بوده‌اند از اسکاندیناوی به شرق رود الب مهاجرت کردند.